# 三星天洋旗
三星天洋旗（さんせいてんようき）は、日本の沖縄県で活動する政党、かりゆしクラブが掲げる旗である。同党の党旗であるとともに、その設立を同党最大の目標とする、将来日本から沖縄が独立して生まれる琉球共和国の国旗とも想定している。最近では黄金三星（くがにみちぼし）とも称している。
なおこれとは別に沖縄旗というアメリカ系独立派の旗もある。

## 考案者
1968年頃琉球独立党の初代党首の野底武彦がデザインし2代目党首の屋良朝助が命名したもの。なお中国とは無関係である。

## デザイン
横長の旗で、上半分は薄い青色（かりゆしクラブの見解では青色）、下半分を紺色で分けその境界の中央部に右から白・赤・黄の三色の星を並べる。薄い青色は琉球の空、紺色は海を表し、共に大自然を示す。また、白い星は道徳と理性（道理）、赤い星は誇りと情熱、黄色い星は平和と繁栄を示す。なお、道理を重視する姿勢から、白い星は一回り大きく描かれ、赤い星と黄色い星は白い縁取りを持つ。最近では黄金三星（くがにみちぼし）とも称しており、オリオン座の三ツ星に神々が宿り琉球を初めとして世のすべての人々の幸福を見守っているという琉球の古くからの言い伝えがある。尚、よく言われる左巴を将来の琉球国の国旗にしたらどうかと言う事にたいして、左巴は王家の特権階級の紋章であり、巴は日本各地の武家の紋章にも存在し、和太鼓や玩具などにも多く存在し、将来の琉球国の国旗としてはふさわしくないと、かりゆしクラブは反論している。